# Smilidarnis concolor
Smilidarnis concolor är en insektsart som beskrevs av Andrade 1989. Smilidarnis concolor ingår i släktet Smilidarnis och familjen hornstritar. Inga underarter finns listade i Catalogue of Life.